# 鱗鰭犬牙石首魚
鱗鰭犬牙石首魚為輻鰭魚綱鱸形目鱸亞目石首魚科的其中一種，分布於東太平洋區，從加利福尼亞灣至秘魯海域，體長可達64公分，棲息在沿海，屬肉食性，以魚類、甲殼類等為食，可做為食用魚。